# Edifici magatzem (Alcover)
L'Edifici magatzem és un edifici del municipi d'Alcover (Alt Camp) protegit com a Bé Cultural d'Interès Local.

## Descripció
L'edifici magatzem està situat al passeig de l'Estació, fora de l'antic clos murallat d'Alcover. És un edifici d'estil noucentista desenvolupat horitzontalment i dividit en dues parts diferenciades exteriorment. A la part més propera a l'estació hi ha sis portes d'arc escarser, situades a la planta baixa, i sis finestres a l'altura del primer pis, també d'arc escarser. La part propera a l'antic nucli d'Alcover presenta una estructura similar, amb sis finestres d'arc escarser i una gran porta d'accés a l'extrem. L'obra és de pedra, i el conjunt presenta decoració a base de maó.

## Història
La inauguració de l'estació de ferrocarril en la segona meitat del segle xix va donar origen al passeig de l'Estació, nexe d'unió entre l'antic nucli d'Alcover i el nou punt d'expansió. Aquest edifici del passeig data dels anys 20 d'aquest segle. Va ser en el seu origen un magatzem de fruits secs. En els anys de la guerra va estar col·lectivitzat, i en l'actualitat és dedicat a la funció d'habitatges i de seu del sindicat UGT.